# Конституція Солона
Конститу́ція Соло́на була створена Солоном на початку 6 століття до н. е. За часів Солона Афінська держава майже розвалилася внаслідок розбіжностей між групами, на які поділилося населення. Солон хотів переглянути або скасувати старіші закони Драконта Афінського. Солон оприлюднив кодекс законів, що охоплює суспільне та приватне життя, корисний ефект якого тривав довгий час після закінчення його конституції.
За реформами Солона всі борги були скасовані, а всі люди, які стали рабами через борги, звільнені. Також було скасовано статус гектемороїв, які займалися фермерським господарством під час встановлення кріпацтва. Ці реформи були відомі як Сейсахтея. Конституції Солона зменшили силу старої аристократії, роблячи багатство, а не народження, критерієм для отримання права на участь в політиці, цю систему називали timokratia (тимократія). Громадяни також були розділені на основі їхньої земельної власності: пентакозіомедимни, гіппеї, зевгіти і фети. Нижня асамблея отримала право слухати апеляції; Солон також створив вищу асамблею. Обидві мали зменшити владу Ареопагу, аристократичної ради. Єдиними частинами кодексу Драконта, яких дотримувався Солон, були закони про покарання за вбивство. Конституція була написана як поезія, і як тільки вона була запроваджена, Солон відправився у самовигнання на 10 років, щоб у нього не виникло спокуси узурпувати владу.

## Класи у суспільстві

### Пентакосіомедімни
Пентакосіомедімни або пентакозіомедимни (грец. πεντακοσιομέδιμνοι) були вищим класом громадян: ті, чиє майно чи маєток могло виробляти 500 медимнів (валюта того часу) товарами (або їх еквівалент) на рік. Вони мали право на всі найвищі посади в Афінах. Це були:
- 9 архонтів і скарбників
- Рада Ареопага (як колишні архонти)
- Рада чотирьохсот
- Екклесія

Пентакозіомедимни також міг служити генералами (стратегами) в афінській армії.

### Гіппеї
Гіппеї були другим за висотою з чотирьох соціальних класів. До їхнього складу входили чоловіки, які заробляли щорічно щонайменше 500 медимнів або їх еквівалент щороку.

### Зевгіти
Зевгіти (грец. ζευγῖται) або зеугітаї — це ті, чиє майно чи маєток могли виробляти 200 медимнів через продаж товарів (або їх еквівалент) щороку. Цей термін походить від грецького слова «ярмо», що змусило сучасних вчених зробити висновок, що зеугіти були або людьми, котрі могли собі дозволити ярмо волів, або чоловіками, які були «зігнуті разом» у фаланзі — тобто ті, які могли собі дозволити власну броню гоплітів.
Зевгіти могли служити гоплітами в афінській армії. Ідея полягала в тому, що хтось міг би служити гоплітом, якщо мав достатньо грошей, щоб забезпечити себе таким чином, тобто він міг би виробляти 200 медимнів і більше на рік.
Задяки реформам Солона зевгітам було надано право обіймати певні незначні політичні посади. Їх статус з роками зростав; у 457 році до н. е. їм було надано право отримати посаду архонта,а наприкінці V століття стриманні олігархи виступали за створення олігархії, в якій усі люди зі статусом гоплітів або вище мали б право голосу, і такий режим справді був встановлений під час афінського перевороту 411 р. до н.е.
Вони мали право на кілька посад уряду в Афінах, такі як:
- Рада 400
- Нижні державні установи
- Екклезія
- У 457 р. до н. е. архонтство було доступним для зеугітів

### Тети
Тети (грец. θῆτες, thêtes) були найнижчим соціальним класом громадян. Тетами були ті, хто працював за заробітну плату або мав щорічний дохід менш як 200 медимнів (або їх еквівалент). Це розмежування тривало від певного часу від 594 р. до н. е. до 322 р. до н.н. Тети визначались як громадяни, які не кваліфікувались як зевгіти, хоча ці тети могли бути ще до Солонської реформи. Вони могли брати участь в Екклезії (афінській асамблеї) і могли бути присяжними, які працювали в суді Геліеї, але їм не дозволяли служити в Булі або бути магістратами. 
У реформах Ефіальта та Перікла близько 460  –  450 рр. до н. е. тети отримали повноваження обіймати державні посади.
12 000 тетів було позбавлено права та вислано з міста після афінської поразки в Ламіанській війні. Серед вчених ведуться суперечки, чи це представляло всю кількість тетів, чи просто тих, хто виїхав з Афін, а решта залишилася.
На відміну від популярної концепції рабів на галерах, древні флоти, як правило, воліли покладатися на вільних людей, щоб ті гребли на них. У IV і V столітті до н. е. Афіни, як правило, дотримувались морської політики залучення громадян із нижчих класів (тетів), метеків та найманих іноземців. Однак за певних умов, наприклад під час Мітіленейського повстання, вищі класи також вербувалися до веслярів. Це зробило їх ключовою складовою для афінського флоту, а отже, відіграло роль у справах Афін (див. Конституцію Афін).

## Деталі
Незадоволене населення північного гірського району Аттики та найбідніша та найпригнобленіша частина населення, дікарії, вимагали, щоб привілеї дворянства, які були до того отримані, були повністю скасовувані. Іншу групу, яку задовольняли помірні поступки, складали паралі, жителі ділянки узбережжя, що називається Паралія. Третя група була утворена дворянами, яких називали pedici або pediaci оскільки їх власність знаходилася здебільшого в педіоні, рівній та найпродуктивнішій частині країни. Солон, якому довіряли всі ці групи завдяки своїм розумним рішенням та проникливості, був обраний архонтом шляхом компромісу з повною владою задля припинення труднощів та відновлення миру за допомогою законодавства. Одним з першочергових заходів Солона була Сейсахтея. Це дало негайне полегшення шляхом скасування всіх боргів, державних та приватних. Водночас він зробив незаконним відправляння боржників за несплату боргу до рабства.
Солон також змінив стандарт карбування монет (і мір ваги), ввівши евбойський стандарт замість фейдонського або егейтанського стандарту. Таким чином було виготовлено 100 нових драхм, які містили таку ж кількість срібла, як 73 старі драхми.

### Тимократія
Далі Солон запровадив тимократію, а ті, хто не належав до дворянства, отримували окрему частину прав громадян за шкалою, визначеною їх власністю та відповідними послугами Афінській державі. Для цього він розділив населення на чотири класи засновані на володінні землею:
1. пентакосіомедімни — люди, які мали щорічний дохід щонайменше 500 медимнів;
2. гіппеї — лицарі, що мають щонайменше 300 медимів;
3. зевгіти — володарі уярмлених волів, що мають щонайменше 150 медимнів;
4. тети — наймані робітники або ті, що мають менш як 150 медимнів річних доходів.

Законодавство Солона лише першим трьом із цих чотирьох класів надало право голосу на виборах чиновників, а лише першому класу — повноваження щодо виборів на вищі посади; як, наприклад, архонта. Перші три класи повинні були служити гоплітами; кавалерія вербувалась з перших двох, а четвертий клас використовувався в складі легкоозброєних військ або на флоті за оплату. Решта служили без зарплати. Тим, хто обіймав низькі посади в державі, також не платили.
Кожен відділ мав різні права; наприклад, пентакозіомедимни могли бути архонтами, тоді як тети могли лише відвідувати афінські збори. Четвертий клас був виключений з усіх посадових посад, але мав право голосу на загальних громадських зборах (Геліеї), які обирали чиновників і приймали закони. Вони також мали право брати участь у судових засіданнях, призначених Солоном.

### Рада чотирьохсот
За правління Солона головним консультативним органом стала Рада чотирьохсот, в якій брали участь лише перші три класи, а головним адміністративним органом — Ареопаг, який могли заповнити лише архонти.

## Для подальшого читання
- Грінідж, Абель Хенді Джонс (1896): Довідник грецької конституційної історії, Макміллан та компанія, «§ 3 епохи конституційної реформи в Афінах».
- Лінфорт, Іван Мортімер (1919): Солон Афінянин, вип. 6, Університет Каліфорнії, преса.
- Файн, Джон В. А. (1983): Стародавні греки: критична історія, Гарвардський університетський прес. ISBN 0-674-03314-0
- Каган, Дональд (2003): Пелопоннеська війна, Книги пінгвінів. ISBN 0-670-03211-5
- Реншоу, Джеймс (2008): У пошуках греків, A&C Black. ISBN 978-1-85399-699-3
- Smith, William (1889). A Smaller History of Greece: From the Earliest Times to the Roman Conquest. New York, New York: Harper Books. с. 32. ISBN 1-4326-6588-X. pentacosiomedimni.
- Вайтгед, Девід (1981): «Древній афінський ΖΕΥΓΙΤΑΙ» [Архівовано 14 червня 2018 у Wayback Machine.], «Класичний квартальник», вип. 31, № 2, стор. 282–286.